# Naipu, Giurgiu
Naipu este un sat în comuna Ghimpați din județul Giurgiu, Muntenia, România. La recensământul din 2021, satul avea o populație de 1619 locuitori.
Satul modern s-a format cu timpul, prin alipirea cătunelor Cioflecu, din estul acestuia, și Mereni, situat în vestul său.

### Etimologie și istorie
Numele acestuia este derivat din cuvântul otoman نائب (naib), care desemna un judecător de rang inferior.
La vest de sat se află o așezare din Eneolitic, specifică culturii Gumelnița, peste care s-a suprapus și una aparținătoare culturii La Tène, din secolele III-II î.Hr.
Naipu a luat formă, cel mai probabil, după anul 1790, întrucât acesta nu apare pe harta executată în același an la comanda ofițerului Friedrich Specht. Astfel, din punct de vedere cartografic, cea mai timpurie atestare a satului este regăsită în hărțile Imperiului Austriac, concepute în 1856, unde apare între satele Buhaia (mai târziu, Cioflecu) și Mereni.
În anul 1891 este ctitorită o biserică, având hramul ”Sfântul Gheorghe”, probabil pe locul unei alte vechi biserici din lemn. Aceasta este acum clasată ca fiind monument istoric și a fost refăcută între anii 1958 și 1970.

## Personalități
- Tit Simedrea (1886-1971), cleric ortodox român, mitropolit al Bucovinei (1941-1945).